# Cultura Sican

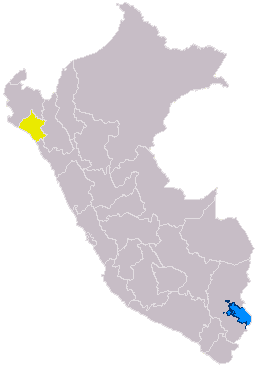
In giallo, il territorio occupato dai lambayeque

La cultura Sican (anche Lambayeque e Sicán) si è sviluppata tra l'VIII ed il XIV secolo d.C. e si estese sul territorio oggi corrispondente alla regione di Lambayeque arrivando, nel periodo di massima estensione (nel periodo 900 -1100), a occupare quasi per intero l'attuale costa peruviana. Questa cultura è nata a partire dalla decadenza della cultura mochica dalla quale ha tratto la maggior parte delle sue conoscenze e tradizioni culturali.
Nello sviluppo di questa civiltà si distinguono tre periodi:
- Sicán antico (700-900 )
- Sicán medio (900-1100 )
- Sicán recente  (1100-1375 )

I lambayeque raggiunsero notevoli risultati nel campo dell'architettura, dell'oreficeria e della navigazione. Se i Mochica erano stati abili orefici e ingegneri idraulici, i lambayeque raggiunsero vette d'ingegno ancora più elevate grazie alle leghe metalliche che riuscirono a realizzare e ai loro enormi sistemi di irrigazione. Sebbene non raggiunsero mai né la dimensione, né la complessa organizzazione politica dei mochica, non vi è dubbio che da essi appresero e raffinarono queste capacità tecnologiche.

## Lo spazio e il tempo per i lambayeque
La cultura lambayeque si estese tra la provincia di Motupe al nord e la provincia di Jequetepeque al sud, tra il 700 e il 1350.

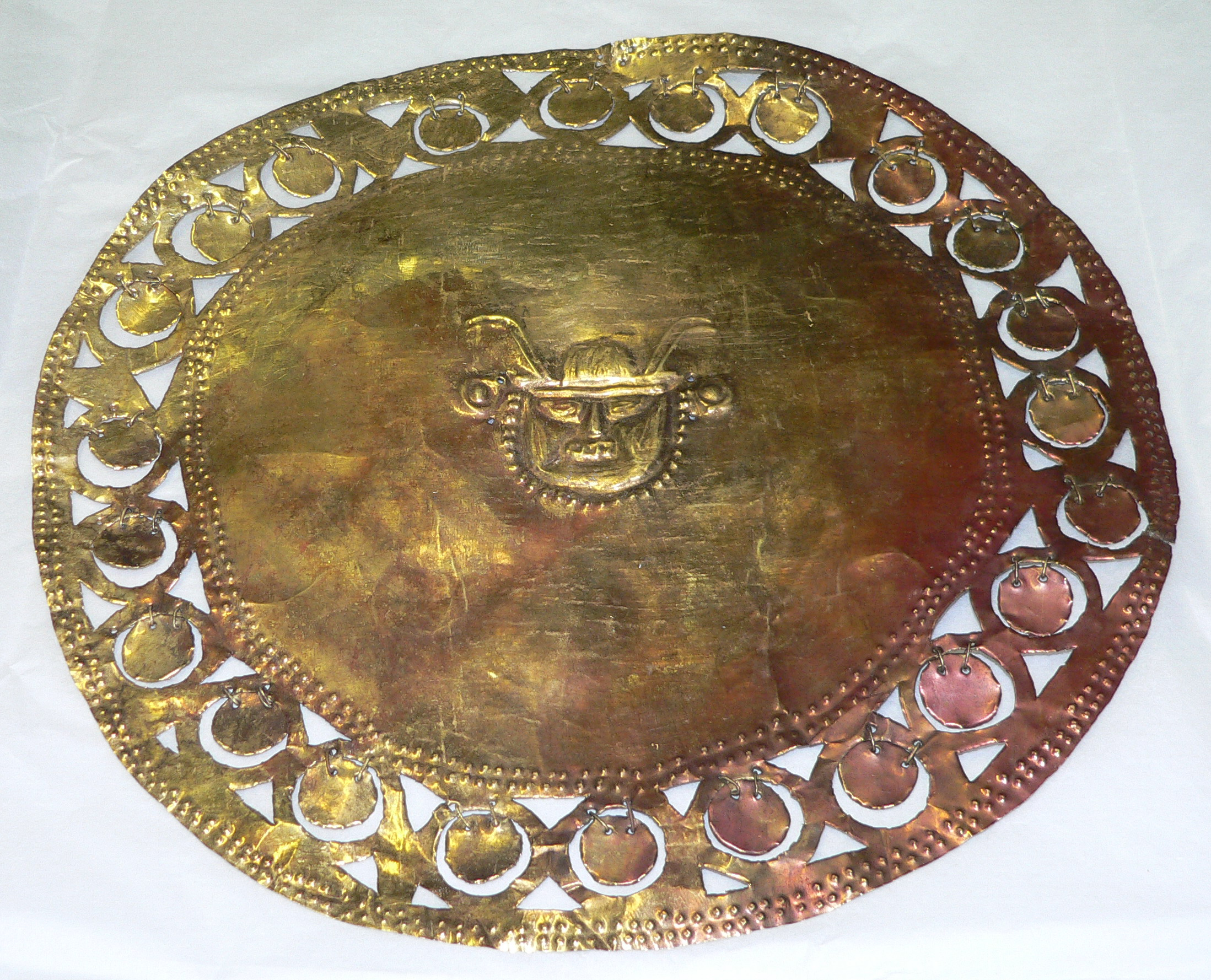
Ornamento dorato realizzato dai lambayeque

La cultura lambayeque sorse dalle ceneri della cultura mochica, dopo la scomparsa di questa cultura dovuta a probabilmente al distruttivo fenomeno di "El Niño". Se da un lato, i lambayeque possono essere considerati gli eredi dei mochica, dall'altro si può dire che ricevettero tutta una serie di nuove influenze.
Infatti, poiché al momento della sua nascita, la cultura Huari e la cultura Tiahuanaco erano ancora molto importanti, la civiltà lambayeque aggiunse alla sua eredità mochica anche i tesori culturali di queste due popolazioni. Per via della loro collocazione geografica, i lambayeque furono influenzati anche dalla civiltà Cajamarca. Un'altra influenza fu senz'altro anche quella dei chimú. Nonostante la cultura lambayeque fosse più antica, entrambe le civiltà erano discendenti dei mochica: i lambayeque si svilupparono al nord, mentre i chimú al sud. Poiché lo sviluppo di queste due civiltà fu quasi parallelo, vi fu un'influenza reciproca tra i chimú e i lambayeque.

## La leggenda sulle origini

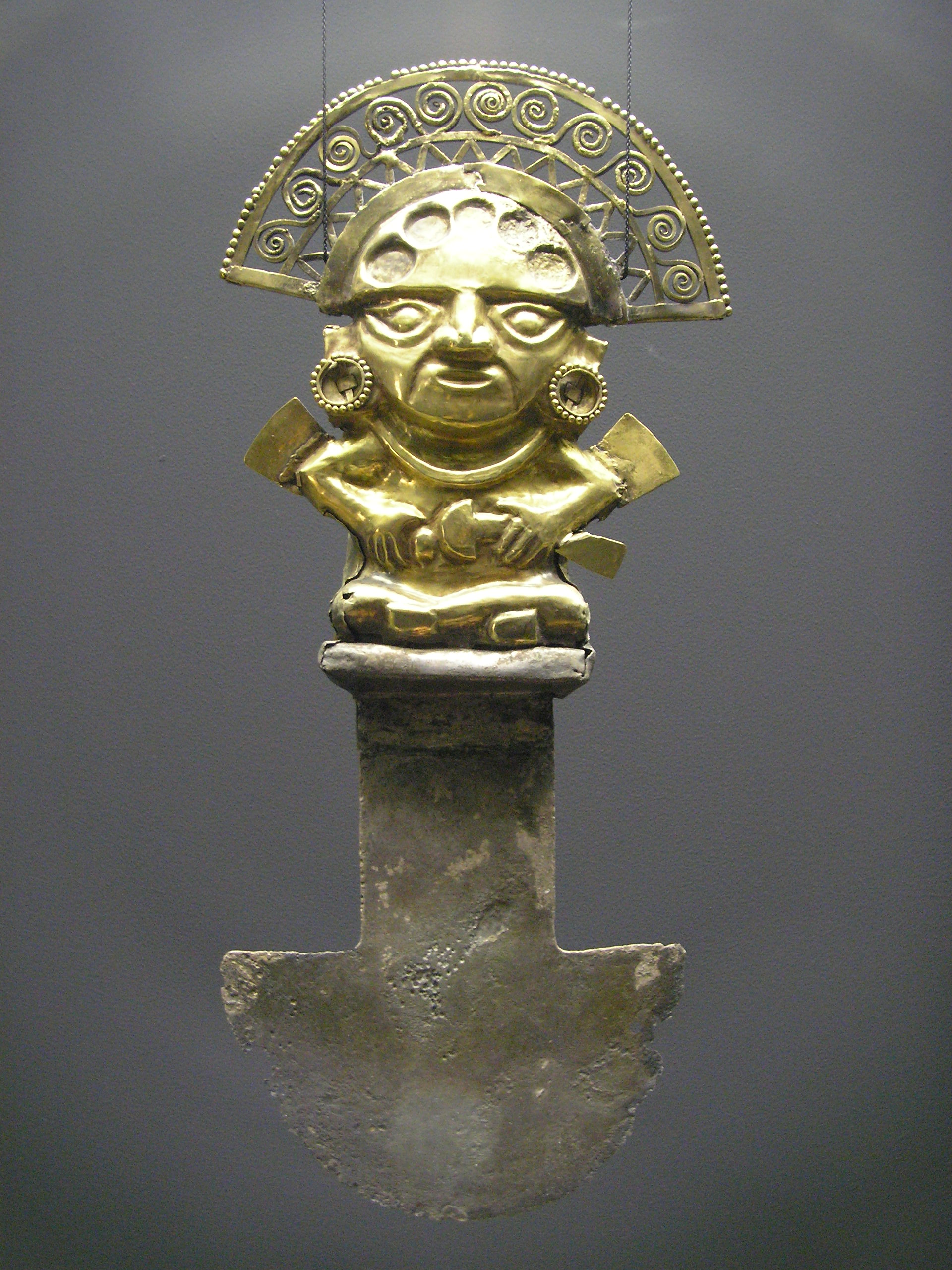
Rappresentazione di Naylamp su un tumi.

La leggenda narra di un grande re chiamato Naylamp o Naymlap che giunse dal mare con una grande flotta di zattere e accompagnato da una lussuosa corte di funzionari esperti nelle diverse arti. Il re portò con sé un idolo di pietra verde chiamato "Yampallec" (dal quale deriverebbe il nome di Lambayeque) e inaugurò un lungo periodo di pace e prosperità nella regione.
Naylamp fondò una dinastia di diversi sovrani. Convinto da un demonio che gli apparve in forma di donna, il re Fempellec, l'ultimo discendente di Naylamp, commise l'errore di trasferire l'idolo Yampallec in un altro posto. Lo spostamento dell'idolo causò alluvioni, siccità e carestie. Il castigo per l'oltraggio all'idolo fu completo con l'arrivo dai regni del sud di un potente tiranno, Chimo Cápac o Chimú Cápac, che si impossessò delle ricche terre dei lambayeque.
Da questa leggenda si può intuire che il territorio dei lambayeque fu governato da una dinastia di buoni regnanti che basavano il loro potere sulla religione e che, infine, la scarsa attenzione al governo da parte dell'ultimo re, fu la causa della fine della dinastia e l'avvento di un nuovo re proveniente dal sud.

## Geografia ed economia
La civiltà lambayeque si estese su tutto il territorio compreso tra Sullana al nord fino alla regione di Trujillo al sud. Poiché non sono stati ritrovati resti archeologici di questa civiltà sulle montagne, questa civiltà viene annoverata tra i popoli della costa.
Sebbene i lambayeque abbiano ereditato parte dei sistemi di irrigazione costruiti dai mochica, le loro realizzazioni furono più grandiose in quanto riuscirono a irrigare spazi notevolmente maggiori. Furono loro a realizzare quasi interamente la rete di canali, invasi e riserve d'acqua che collegò le valli di Reque, Lambayeque, La Leche e Saña. Il risultato di queste opere fu un'agricoltura prospera le cui coltivazioni principali furono il mais e il cotone. La creazione di un collegamento tra diverse valli situate in un'area strategica (di facile raggiungimento da altre regioni), permise a questa popolazione di svilupparsi anche da un punto di vista commerciale.

## Periodi storici
L'archeologo giapponese Izumi Shimada ha studiato questa civiltà per diversi anni e ha identificato tre periodi nella storia dei lambayeque (o "Sicán"):

### Sicán antico (700 - 900)
Di questa fase storica si sa molto poco per via della scarsità dei reperti archeologici (ceramica, manufatti tessili, reperti architettonici). Questo periodo è collegato alla fase finale della civiltà mochica e alla grande influenza esercitata dagli Huari. Da questo si può dedurre che in questo periodo, la civiltà lambayeque è in fase di piena formazione e permeabile alle influenze esterne. È stata una delle culture più attive nella produzione tessile.

### Sicán medio (900 - 1100)
In questa fase, il popolo lambayeque divenne più coeso e cominciò ad acquisire una propria identità culturale. Venne stabilita come capitale la città di Batán Grande, governata da re-sacerdoti che diffusero il culto degli dei Sicán. È un periodo di splendore, quello nel quale sono state realizzate le sontuose tombe per le classi agiate riportate alla luce dagli archeologi; è il periodo di sviluppo del commercio e di costruzione del sistema di irrigazione che collegò le diverse valli del territorio.

### Sicán recente (1100 - 1375)
È la tappa della decadenza e della definitiva scomparsa di questa civiltà. A Batán Grande si sviluppò un tremendo incendio seguito da un periodo di siccità. Molti abitanti, stufi di pagare i tributi ai Re-sacerdoti, cominciarono a trasferirsi nella città di Túcume e a rinnegare il culto degli dei Sicán. Infine, nel 1375, il territorio dei lambayeque viene conquistato dal re chimú Chimú Cápac, e diventa una provincia del regno Chimú.

## Visione religiosa
Nelle ceramiche giunte fino a noi, i lambayeque hanno sempre rappresentato i loro usi e le loro credenze religiose.

## L'architettura
I lambayeque costruirono grandi complessi monumentali nei quali risiedevano i re-sacerdoti, si dirigeva il culto e si amministrava l'economia. Per via delle dimensioni e l'inesistenza di quartieri popolari all'interno di questi complessi, alcuni studiosi preferiscono considerarli dei centri cerimoniali e non delle vere e proprie città. Il popolo viveva nelle vicinanze di questi centri e vi entrava solo per pagare i tributi e fare offerte agli dei.
Erano centri pieni di piramidi tronche realizzate in mattoni di fango (come quelle dei mochica). A causa delle piogge torrenziali e all'azione dei profanatori di tombe, le piramidi giunte sino a noi mostrano solo in parte l'antica imponenza che dovevano avere.
Le conoscenze architettoniche portate da Naylamp e dai suoi seguaci sono riscontrabili nella Huaca Chotuna, a 6 km da Lambayeque. In questo sito, il monumento principale è una piramide di mattoni fango alta 15 metri con decorazioni simili a quelle della Huaca del Dragón.

### Batán Grande

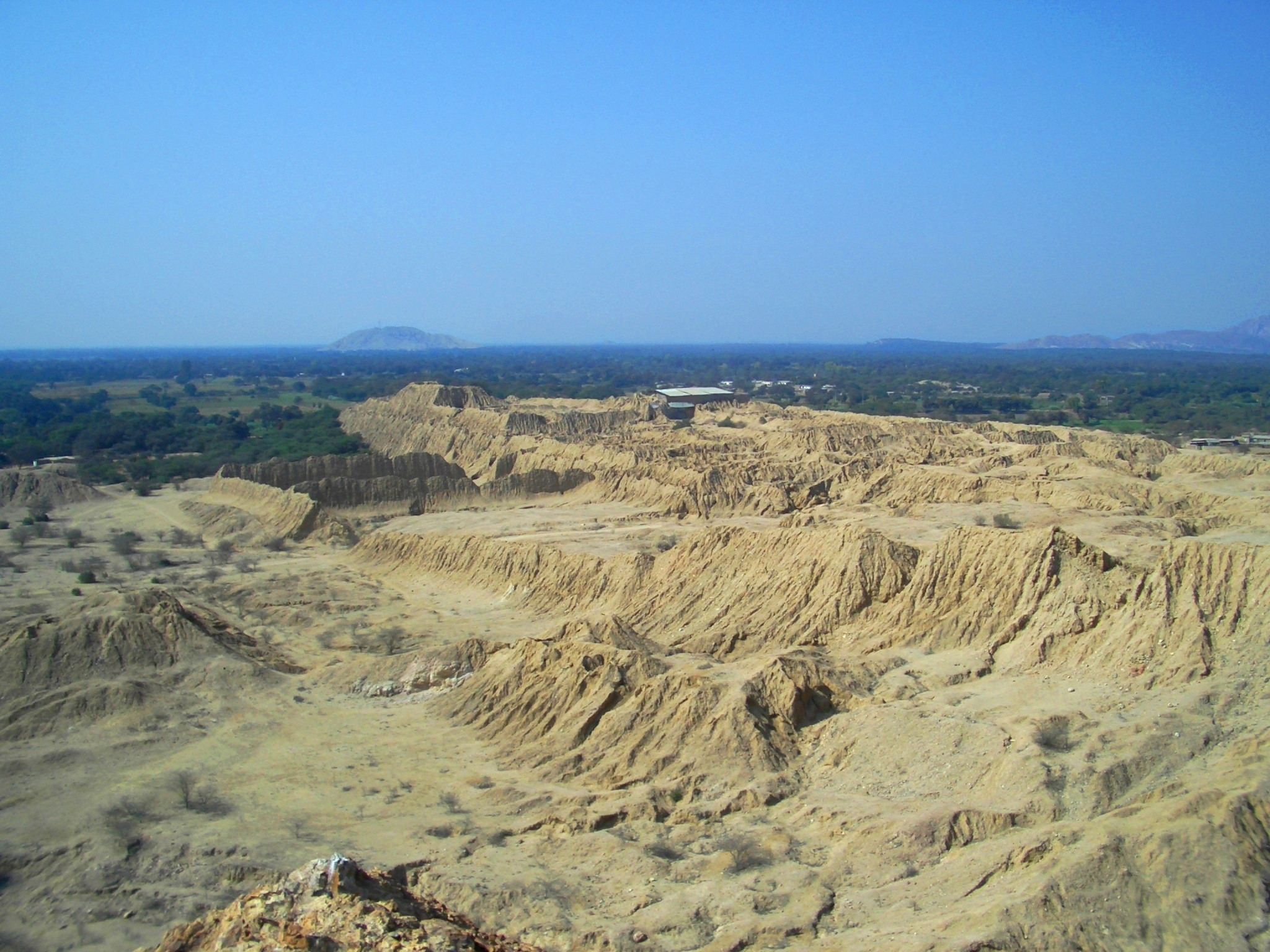
Huaca di Túcume

È considerata la capitale del popolo lambayeque nel periodo del Sicán medio. È un sito in cui si trovano 17 piramidi di altezza superiore ai 30 metri. Questo sito non era solo un luogo di culto religioso capace di accogliere migliaia di pellegrini, ma anche un importante centro amministrativo che permise ai re-sacerdoti di consolidare il proprio potere.

### Túcume
Capitale dei lambayeque nel periodo del Sicán recente, come nel caso di Batán Grande, ebbe un'importante funzione amministrativa oltreché religiosa. Si trova a 10 km a sudovest di Batán Grande in posizione strategica in quanto si trova alla confluenza di due fiumi, il Lambayeque e il fiume La Leche, entrambi fondamentali per l'economia agricola del regno.

### Apurlec
Questo complesso è considerato uno dei più grandi dell'antico Perù e quello che più si avvicina alla categoria di città. È importante per le piramidi, i depositi e le ampie strade, ma anche per i canali, le coltivazioni e le aree suburbane che indicano la sua importanza come centro di produzione e distribuzione agricola oltre che cerimoniale.

## Metallurgia

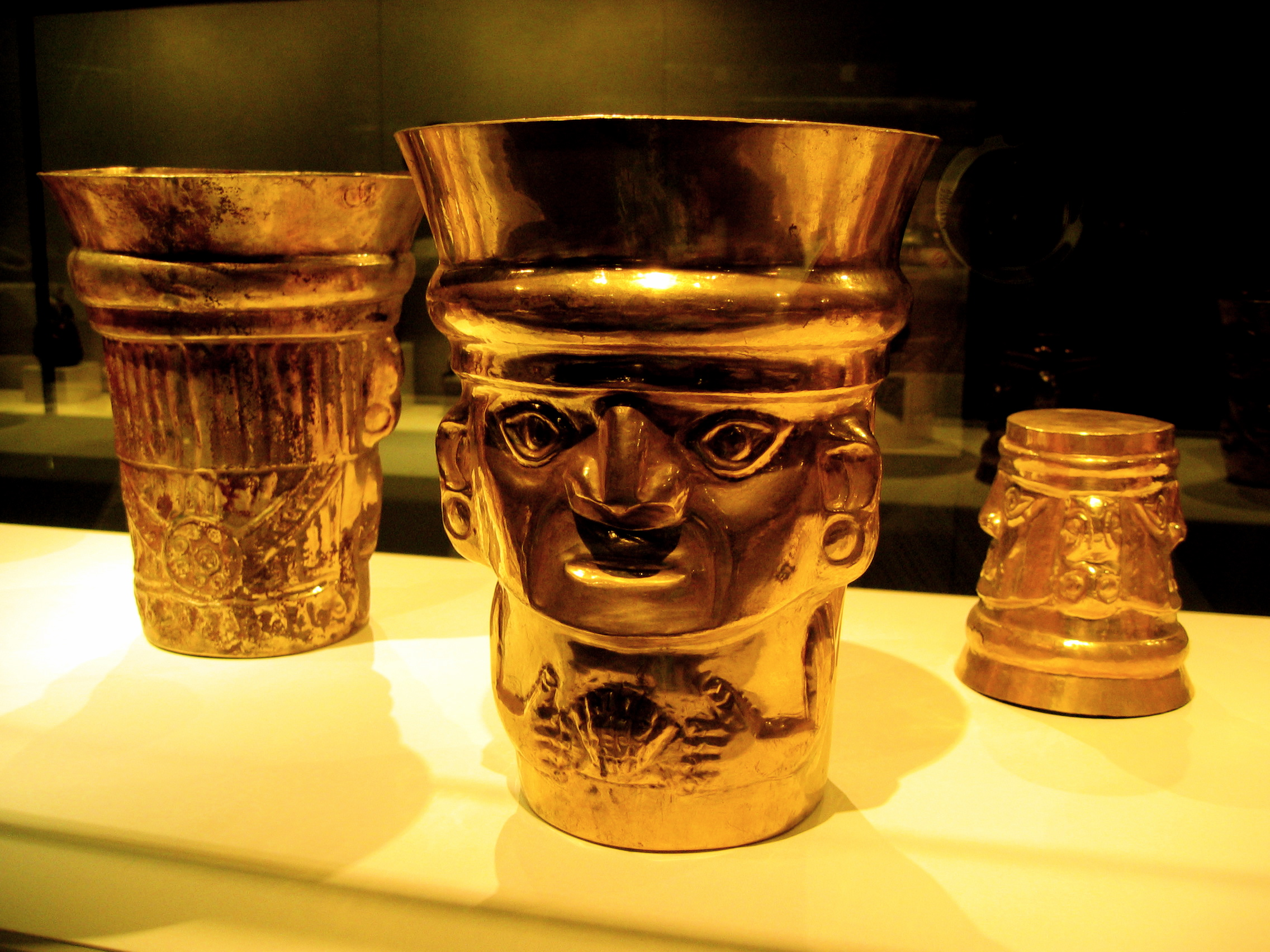
Vasi d'oro del periodo del Sicán medio, ritrovati nella zona di Lambayeque

L'uso dei metalli è di eredità mochica. I Lamabyeque perfezionarono le tecniche metallurgiche grazie a una superiore padronanza tecnica e a nuovi stili. Erano in grado di curare l'intero processo metallurgico, dall'estrazione del metallo alla preparazione delle leghe, arte nella quale superarono i mochica stessi.